# صالح بن حسن العفالق
صالح بن حسن بن عبد الله العفالق من مواليد الأحساء عام 1386هـ عضو مجلس الشورى سابقاً ورئيس مجلس إدارة غرفة الأحساء سابقاً.

## الشهادات العلمية
- بكالوريوس في العلوم الإدارية من جامعة الملك فيصل 1988م
- ماجستير في تطوير الموارد البشرية من جامعة سياتل - الولايات المتحدة عام 1990م

## مناصبه
- شريك وعضو مجلس الإدارة لشركة الكفاح القابضة والشركات التابعة لها.
- رئيس مجلس الإدارة لشركة الأحساء للسياحة والترفيه (احسانا) سابقا
- عضو مجلس إدارة شركة الأحساء للتنمية سابقا
- نائب رئيس مجلس إدارة وعضو اللجنة التنفيذية لشركة أرباح المالية (مرخصة من هيئة سوق المال السعودية)
- عضو مجلس إدارة وعضو اللجنة الاستثمارية لبيت إدارة المال (بنك استثماري مرخص من مؤسسة نقد البحرين )
- عضو مجلس إدارة نور كابيتال (بنك استثماري مرخص من بنك الإمارات المركزي)
- رئيس مجلس إدارة شركة الكفاح للتعليم

## عضوياته
- عضو مجلس الشورى سابقا
- رئيس مجلس إدارة غرفة بالأحساء سابقا
- نائب رئيس مجلس الغرف السعودية سابقا
- رئيس مجلس إدارة المركز الوطني للنخيل والتمور سابقا
- نائب رئيس لجنة التصويت لواحة الأحساء ( مسابقة عجائب الدنيا الطبيعية السبع )
- عضو مجلس الغرف السعودية نسخة محفوظة 7 أكتوبر 2011 على موقع واي باك مشين. سابقا
- عضو مجلس إدارة هيئة المدن الصناعية ومناطق التقنية سابقا
- عضو مجلس إدارة هيئة الطيران المدني سابقا
- عضو مجلس إدارة هيئة الري والصرف بالأحساء سابقا
- عضو المجلس البلدي بالأحساء ومنسق اللجنة الفنية في دورته الأولى
- نائب رئيس لجنة خدمة المجتمع بالأحساء
- نائب رئيس لجنة أصدقاء المرضى بالأحساء
- رئيس المجلس والمؤسس لمركز حسن العفالق لمكافحة التدخين
- المشرف على إنشاء مركز مكافحة أمراض الدم الوراثية بالأحساء
- عضو شرف نادي الفتح الرياضي بالأحساء

## المؤتمرات والمنتديات والندوات والمعارض
رئيس اللجان المنظمة والمشرفة على إقامة أهم الفعاليات في المنطقة:
- منتدى الأحساء للاستثمار - برعاية الأمير محمد بن فهد بن عبد العزيز
- ملتقى التراث العمراني الوطني الثقافي - برعاية الأمير سلطان بن سلمان بن عبد العزيز
- رسم الخارطة الاستثمارية للأحساء - برعاية الأمير بدر بن محمد بن جلوي
- مؤتمر الحكومة المتنقلة – برعاية الأمير بدر بن محمد بن جلوي – ومحافظ هيئة الاتصالات
- مهرجان سوق هجر الثقافي - برعاية الأمير بدر بن محمد بن جلوي
- مهرجان الأحساء للتسوق والترفيه - برعاية الأمير بدر بن محمد بن جلوي
- مهرجان الأسر المنتجة - برعاية الأمير بدر بن محمد بن جلوي
- برنامج أرامكو الثقافي - برعاية الأمير بدر بن محمد بن جلوي
- ملتقى استدامة الزراعة – برعاية وزير الزراعة
- ملتقى رفع كفاءة استخدام مياه الري – برعاية وزير الزراعة
- الملتقى العدلي الأول – وزير العدل
- ملتقى شباب الأعمال – برعاية وزير العمل
- ملتقى صناعة المشالح
- مهرجان الأحساء للنخيل والتمور

## مشاركات
مشاركات فاعلة في فعاليات متنوعة :
- منتدى فرص الأعمال السعودي الأمريكي
- رئيس وفد رجال الأعمال السعودي في المنتدى الأستثماري السعودي الصيني ( بكين ) 2017 [1]
- رئيس وفد رجال الأعمال السعودي في منتدى الأعمال للرؤية السعودية اليابانية 2030 ( طوكيو ) 2017[2]
- منتدى توطين الصناعة
- ملتقى السفر والاستثمار السياحي
- المؤتمر العالمي لعلوم طب القلب المتقدمة
- ملتقى الاعلام الاقتصادي
- منتديات وحوارات اقتصادية متنوعة

## والده
الشيخ حسن بن عبد الله بن صالح العفالق من مواليد الأحساء عام 1351ه وتُوفي عام 1426هـ
- مؤسس ورئيس مجلس إدارة شركة الكفاح القابضة
- عضو مجلس المنطقة الشرقية
- عضو مجلس إدارة مركز الترجمة والتأليف والنشر في جامعة الملك فيصل

## إخوته
- وليد حسن العفالق : رئيس مجلس إدارة شركة الكفاح القابضة
- هاني حسن العفالق رئيس مجلس إدارة شركة الكفاح التجارية
- أسامة حسن العفالق رئيس مجلس إدارة شركة الكفاح للمقاولات
- سليمان حسن العفالق رئيس مجلس إدارة شركة الكفاح لمواد البناء
- عبد العزيز حسن العفالق العضو المنتدب لشركة الكفاح للخرسانة المسبقة الصنع ( كفاح بريكاست ) ورئيس مجلس إدارة نادي الفتح الرياضي بالأحساء سابقاً
- نوال حسن العفالق مشرفة مدارس الكفاح للبنات سابقاً
- منى حسن العفالق مديرة عام مدارس الكفاح للبنات